# Film lettoni proposti per l'Oscar al miglior film straniero
A partire dal 1993 la Lettonia ha cominciato a presentare film all'Academy of Motion Picture Arts and Sciences che la rappresentassero all'Oscar come miglior film di lingua straniera. 
Nel 2025 ha avuto la sua prima candidatura col film d'animazione Flow - Un mondo da salvare.
| Anno | Film                              | Regia               | Risultato     |
| ---- | --------------------------------- | ------------------- | ------------- |
| 1993 | Cilvēka bērns                     | Jānis Streičs       | Non candidato |
| 2009 | Rīgas sargi                       | Aigars Grauba       | Non candidato |
| 2011 | Amaya                             | Māris Martinsons    | Non candidato |
| 2013 | Golfa straume zem ledus kalna     | Yevgeni Pashkevich  | Non candidato |
| 2014 | Mammu, es tevi mīlu               | Jānis Nords         | Non candidato |
| 2015 | Akmeņi manās kabatās              | Signe Baumane       | Non candidato |
| 2016 | Modris                            | Juris Kursietis     | Non candidato |
| 2017 | Ausma                             | Laila Pakalniņa     | Non candidato |
| 2018 | Melānijas hronika                 | Viesturs Kairiss    | Non candidato |
| 2019 | Turpinājums                       | Ivars Seleckis      | Non candidato |
| 2020 | Tēvs Nakts                        | Dāvis Sīmanis Jr.   | Non candidato |
| 2021 | Dvēseļu putenis                   | Dzintars Dreibergs  | Non candidato |
| 2022 | Bedre                             | Dace Pūce           | Non candidato |
| 2023 | Janvaris                          | Viesturs Kairiss    | Non candidato |
| 2024 | Mana Brīvība                      | Ilze Kunga-Melgaile | Non candidato |
| 2025 | Flow - Un mondo da salvare (Flow) | Gints Zilbalodis    | Candidato     |

| Non candidato | Il film è stato proposto dalla Lettonia, ma non è stato candidato dall'Academy of Motion Picture Arts and Sciences. |
| Short-list    | Il film è entrato nella "short-list" stilata a gennaio dei nove candidati per l'Oscar al miglior film straniero.    |
| Candidato     | Il film è entrato a far parte dei cinque candidati per l'Oscar al miglior film straniero.                           |
| Vincitore     | Il film ha vinto l'Oscar al miglior film straniero.                                                                 |